# Absolution (film)
Pour les articles homonymes, voir Absolution.
Pour plus de détails, voir Fiche technique et Distribution.
Absolution est un film américain réalisé par Hans Petter Moland et sorti en 2024.

## Synopsis
Un homme vieillissant travaillant pour le mafieux Charlie Conner découvre qu'il souffre d'une encéphalopathie traumatique chronique, une maladie neuro-évolutive liée à son passé de boxeur. Sachant qu'il ne lui reste que peu de temps à vivre, il tente d'oublier son passé criminel et de renouer avec sa fille Daisy, qu'il n'a pas vue depuis des années et de rencontrer son petit-fils. Le tueur à gages va par ailleurs devoir affronter plusieurs gangsters d'un clan mafieux adverse.

## Fiche technique
Sauf indication contraire, les informations mentionnées dans cette section peuvent être confirmées par la base de données cinématographiques IMDb,  présente dans la section « Liens externes ».
- Titre original : Absolution
- Titre de travail : Thug
- Réalisation : Hans Petter Moland
- Scénario : Tony Gayton
- Musique : Kaspar Kaae
- Direction artistique : Ana Weiss
- Décors : Jørgen Stangebye Larsen
- Costumes : Deborah Newhall
- Photographie : Philip Øgaard
- Montage : Dino Jonsäter
- Production : Michael Besman, Roger Birnbaum, Eric Gold et Warren Goz

Producteurs délégués : Jamie Buckner, Samuel Hall, Mark Kimsey, James Masciello, Michael Rothstein, Matthew Sidari, Tina Wang et Mitchell Zhang
- Sociétés de production : Samuel Goldwyn Films, Sculptor Media, Electromagnetic Productions, North Five Six, Arts District Entertainment et Thug Movie Productions
- Sociétés de distribution : Samuel Goldwyn Films (États-Unis), Prime Video (France), VVS Films (Canada), The Searchers (Belgique)
- Budget : N/A
- Pays de production :  États-Unis
- Langue originale : anglais
- Format : couleur
- Genre : thriller, action
- Durée : 112 minutes
- Dates de sortie[2] :
  - États-Unis : 1er novembre 2024
  - Belgique : 4 décembre 2024
  - France : 10 janvier 2025 (en vidéo[3])
- Classification[4] :
  - États-Unis : R

## Distribution
- Liam Neeson (VF : Frédéric van den Driessche ; VQ : Éric Gaudry) : Thug
- Frankie Shaw (VFB : Séverine Cayron ; VQ : Geneviève Bédard) : Daisy
- Daniel Diemer (en) (VFB : Alain Eloy ; VQ : Alexandre Bacon) : Kyle Conner
- Javier Molina (VFB : Olivier Prémel ; VQ : Nicolas Centeno Benoît) : Gamberro
- Ron Perlman (VFB : Benoît van Dorslaer ; VQ : Patrick Chouinard) : Charlie Conner
- William Xifaras : Kiko
- Ryan Caraway : le gérant du bar
- Yolonda Ross (en) (VQ : Marie-Evelyne Lessard) : Lupe
- Bruce Soscia : Tommy
- Ryan Homchick : Dr Gruber
- Josh Drennen : le père de Thug

Version française : Informations prélevées du carton du doublage français.
Version québécoise : Informations prélevées sur Doublage.qc.ca

## Production
Lors du Marché du film de Cannes en mai 2022, il est annoncé que Hans Petter Moland va à nouveau diriger Liam Neeson après Sang froid (2019). Le projet s'intitule alors Thug,.
Le tournage a lieu en octobre 2022 à Winthrop dans le Massachusetts. Les prises de vues se déroulent également à Boston (notamment dans le quartier d'Allston et à l'université du Nord-Est),, ainsi qu'à Norwood en novembre 2022.

## Sortie et accueil

### Dates de sortie
En septembre 2024, il est annoncé que le film est rebaptisé Absolution et qu'il sortira aux Etats-Unis le 1er novembre 2024. En France, il sera diffusé sur Prime Video.

### Critique
Sur le site d'agrégation de critiques Rotten Tomatoes, le film obtient 51% d'avis favorables, pour 49 critiques et une note moyenne de 5,8⁄10. Sur le site Metacritic, qui utilise une moyenne pondérée, le film obtient la note de 51⁄100 pour 12 critiques.
Dans Le Journal de Montréal, on peut notamment lire « Le scénario de Tony Gayton [...] hésite entre l’examen de conscience d’un tueur presque repenti à l’aube de son déclin et le long métrage de vengeance simple. Ces atermoiements – la moitié du film de 112 minutes ne contient aucune scène de violence – plombent rapidement Absolution, le spectateur ne parvenant pas à comprendre où tout cela va mener... rappelant l’ennuyeux Mémoire meurtrière de 2022. Dommage ! »

### Box-office
| Pays ou région     | Box-office  | Date d'arrêt du box-office | Nombre de semaines |
| ------------------ | ----------- | -------------------------- | ------------------ |
| États-Unis, Canada | 2 533 771 $ | 11 novembre 2024           | en cours           |
| Total mondial      | 3 040 841 $ | -                          | -                  |